# NGC 5896
NGC 5896 ist eine 15,0 mag helle Linsenförmige Galaxie vom Hubble-Typ „S0“ im Sternbild Bärenhüter am Nordsternhimmel. Sie ist schätzungsweise 855 Millionen Lichtjahre von der Milchstraße entfernt und hat einen Durchmesser von etwa 75.000 Lj. Gemeinsam mit NGC 5893 und NGC 5895 bildet sie das optische Galaxientrio HOLM 701.
Das Objekt wurde am 23. Mai 1854 von R. J. Mitchell, einem Assistenten von William Parsons, entdeckt.